# Nemoria rubrifrontaria
Nemoria rubrifrontaria är en fjärilsart som beskrevs av Alpheus Spring Packard 1873. Nemoria rubrifrontaria ingår i släktet Nemoria och familjen mätare. Inga underarter finns listade i Catalogue of Life.